# إبراهيم القهوايجي
إبراهيم القهوايجي هو كاتب، وناقد، وشاعر، وباحث تربوي مغربي.

## سيرة ذاتية
ولد إبراهيم القهوايجي سنة 1964م بمدينة سبع عيون إقليم الحاجب، وتعلم القراءة والكتابة وحفظ أجزاء من القرآن الكريم على يد والده محمد القهوايجي، ودخل خلال المرحلة الإبتدائية إلى المدرسة الأوربية بسبع عيون التي أصبح اسمها فيما بعد مدرسة المختار السوسي، ثم إلى إعدادية ابن خلدون بمدينة الحاجب، ثم إلى الثانوية الجديدة بمدينة الحاجب التي أصبحت تسمى فيما بعد بثانوية لسان الدين ابن الخطيب ونال منها شهادة الباكلوريا، ثم إلى كلية الآداب والعلوم الإنسانية التابعة لجامعة المولى إسماعيل بمكناس؛ حيث نال منها شهادة الإجازة في اللغة العربية وآدابها بميزة مستحسن عام 1992م، ثم إلى كلية الآداب ظهر المهراز التابعة لجامعة سيدي محمد بن عبد الله التي قضى بها سنة في التكوين والبحث العلمي. وتخرج من المركز التربوي الجهوي بصفته أستاذاً لشعبة اللغة العربية بالتعليم الاعدادي عام 1987م، ومن المدرسة العليا للأساتذة بمكناس بصفته استاذاً للغة العربية بالتعليم الثانوي عام 1994م. وعمل بسلك التعليم الإعدادي بقرية بني وليد إقليم تاونات وبمدينة الرماني إقليم الخميسات، والتعليم الثانوي بمدينة سبع عيون، وعمل مدرساً للإعلاميات بالتطوع بين سنتي 1998م و 2004م بثانوية ابن سينا، ومراسلاً صحفياً لجريدة الاتحاد الاشتراكي، كما شارك في العديد من المنتديات العربية كالمرايا والعربي الموحد، وهو منخرط ومسؤول في العديد من الجمعيات المحلية المغربية.

## العضويات
- عضو اتحاد كتاب الانترنت العرب.
- عضو حركة شعراء العالم.
- عضو تجمع شعراء بلا حدود.
- عضو المركز الافتراضي لإبداع الراحلين.
- عضو رابطة الادباء العرب بمصر.
- عضو الهيأة العليا لمنتدى من المحيط إلى الخليج.[3][2]

## الإصدارات
- «للأزهار رائحة الحزن» (نصوص شعرية)، عن منشورات الاختلاف، مطبعة سجلماسة مكناس عام 2007م.
- شريط صوتي مشترك بعنوان: «لأجلك يا غزة»، تسجيل شركة عصامي بالدار البيضاء عام 2011م، بمشاركة الشعراء: د. محمد علي الرباوي، إسماعيل زويريق، عبد السلام مصباح وآخرون...
- «أناديك قبل الكلام» (شعر)، عن منشورات اتحاد المبدعين المغاربة، طوب بريس، بالرباط عام 2012م.
- «طائر النار» (نقد شعري)، عن الدار العربية للعلوم ناشرون بلبنان عام 2013م.

كما شارك في تأليف عدة كتب جماعية منها: «أضواء مورقة» بالمغرب، «الاشراقة المجنحة» بفلسطين، «لهاث البحر» بتونس... ووضع تقديمات العديد من الكتب الإبداعية المغربية والعربية في مجال الشعر والقصة والرواية والزجل، وقام بالمراجعة اللغوية للعديد من كتب المبدعين المغاربة والعرب، ونشر أشعاره وكتاباته النقدية والتربوية في صحف ومجلات مغربية وعربية عديدة، وترجمت أشعاره إلى الفرنسية والإنجليزية والإسبانية (ترجم اليها الديوان الأول بكامله من طرف د. اسمهان الزعيم) والإيطالية والأمازيغية(تريفيت)..
ومن المقالات التي كتبها:
| عنوان المقال                    | اسم المجلة      | تاريخ العدد   |
| ------------------------------- | --------------- | ------------- |
| وليمة لأعشاب البحر وتصور الواقع | البيان الكويتية | يوليو - 2000  |
| بيني وبينك زهر أيلول.           | عبقر            | يناير - 2009  |
| عشرون غبارا تكفيني              | طنجة الأدبية    | يوليو - 2010  |
| الشاعر العربي القديم والحداثة.  | عبقر            | سبتمبر - 2010 |

## الجوائز
حاز إبراهيم القهوايجي على جائزة ناجي نعمان للإبداع الشعري عن ديوان «للأزهار رائحة الحزن» عام 2007م، كما كُرم عربياً من قبل منتدى من المحيط إلى الخليج، ووطنياً كرم في كل من مدينتي«أزرو» و«سبع عيون».